# Dunn megye (Wisconsin)
Dunn megye az Amerikai Egyesült Államokban, azon belül Wisconsin államban található. Megyeszékhelye és legnagyobb városa Menomonie. Lakosainak száma 45 440 fő (2020. április 1.). Dunn megye Barron, Chippewa, Eau Claire, Pepin, Pierce, Polk és Saint Croix megyékkel határos.

## Népesség
A megye népességének változása:
| Lakosok száma | 43 889 | 43 880 | 43 896 | 44 122 | 44 497 | 45 440 |
|               | 2010   | 2011   | 2012   | 2013   | 2015   | 2020   |